# Tobias Solberg
Tobias Solberg, född 17 maj 1981, är en svensk fotbollstränare och tidigare fotbollsspelare. Han är en före detta fotbollsspelare (mittfältare) och han har rekordet över antalet spelade matcher för Degerfors IF.

## Karriär
Säsongen 2017 kombinerade han sin tränarsyssla med att vara spelare i klubben. I november 2019 blev Solberg utsedd till delad huvudtränare i Degerfors IF tillsammans med Andreas Holmberg. Tränarduon ledde klubben till en andraplats i Superettan 2020, vilket gav en uppflyttning till Allsvenskan och en plats i högsta divisionen för Degerfors för första gången sedan 1997. Efter säsongen 2023 fick Solberg inte förlängt kontrakt i Degerfors och lämnade sitt uppdrag som huvudtränare. Han fick istället en ny roll som huvudtränare i klubbens P19-lag. Efter att Degerfors IF den 19 juni 2025 avskedade huvudtränaren William Lundin blev Solberg interim huvudtränare. Henok Goitom blev huvudtränare för Degerfors IF den 9 juli och Solberg blev då en av hans assisterande tränare.